# 2024年墨西哥大选
2024年墨西哥大选于2024年6月2日举行，选举出下一任墨西哥总统，和新一届墨西哥国会参众两院议员。大选当日墨西哥部分州同时举行州选举。
大选结果计票显示，执政党国家复兴运动的总统候选人克劳迪娅·欣鲍姆以领先第二名加尔韦斯近31%的压倒性优势赢得总统大选，成为墨西哥历史上第一任女性及犹太裔总统。

## 選舉制度
總統選舉只有一輪投票，由取得最多票數的參選人當選。
在眾議院的500個席位中，300席由單議席選區選出，採用領先者當選，其餘的200席以比例代表制產生。任何一個政黨不可取得多於300個席位。
在參議院的128個席位中，96席由32個3議席選區選出，其餘32席由比例代表制產生，以全國作為單一選區。在3議席選區中，得票最多的政黨可取得2席，得票居次的政黨則獲得餘下1席。